# Olunin
Olunin – wieś w Polsce położona w województwie mazowieckim, w powiecie sochaczewskim, w gminie Iłów. Ma status sołectwa.
| SIMC    | Nazwa     | Rodzaj    |
| ------- | --------- | --------- |
| 0566428 | Skarżynek | część wsi |
| 0566434 | Stoczek   | część wsi |

W latach 1975–1998 miejscowość administracyjnie należała do województwa płockiego.